# Тухув
Тухув (пол. Tuchów) — город в Польше, входит в Малопольское воеводство,  Тарнувский повят. Занимает площадь 18,15 км². Население — 6720 человек (на 2013 год).
Город входит в состав городско-сельской гмины Тухув и исполняет функцию её административного центра.

## История
Во время Второй мировой войны нацисты на территории города организовали еврейское гетто. Оно существовало с июня 1942 года до сентября 1942 года. Почти все узники гетто были уничтожены в лагере смерти Белжец.

## Транспорт
В городе железнодорожная станция на линии на линии Тарнув — Лелюхув.

## Города-побратимы
- Петтенбах, Австрия
- Мартфю[англ.], Венгрия
- Иллинген, Германия
- Тэуций-Мэгерэуш, Румыния
- Детва, Словакия
- Барановка, Украина
- Сен-Жан-де-Бре[англ.], Франция
- Микулов, Чехия